# Heinrich-Heine-Gymnasium (Oberhausen)
Das Heinrich-Heine-Gymnasium ist ein städtisches Gymnasium in Oberhausen.

## Geschichte
Gegründet wurde das Gymnasium als Höhere Bürgerschule im Jahr 1873, womit die 1861 gegründete katholische Schule und die 1867 gegründete evangelische Schule zu einer paritätischen Schule vereint wurden. 1916 erfolgte eine Trennung in das Realgymnasium an der Christian-Steger-Straße (das heutige Heinrich-Heine-Gymnasium) und die Oberrealschule an der Schwartzstraße, aus der später das Novalis-Gymnasium wurde. 1966 konnte das inzwischen Staatliche Gymnasium seine neuen Gebäude an der Mülheimer Straße beziehen. Als 1974 die Trägerschaft wieder an die Stadt überging, erhielt die Schule auf Vorschlag der Lehrerkonferenz den Namen Heinrich-Heine-Gymnasium. 1987 ging das Novalis-Gymnasium im Heinrich-Heine-Gymnasium auf. Das Schulgebäude an der Schwartzstraße nutzt die 1988 neugegründete Gesamtschule Alt-Oberhausen, 2014 nach Fasia Jansen in Fasia-Jansen-Gesamtschule umbenannt. 2020 wurde das Heinrich-Heine-Gymnasium als „Schule ohne Rassismus“ ausgezeichnet.

## Lage und Gebäude
Das Heinrich-Heine-Gymnasium befindet sich im Stadtteil Schlad, im Karree von Mülheimer Straße (B 223), Lohstraße, Welfenstraße und Normannenstraße. Auf der gegenüberliegenden, westlichen Seite der Mülheimer Straße ist das ehemalige Schulgelände an der Schwartzstraße, das Rathaus und die Luise-Albertz-Halle sind wenig weiter entfernt.
Zu den Schulgebäuden zählen das Hauptgebäude, der Unterstufentrakt, die Aula und seit 2019 ein kleinerer Anbau an das Hauptgebäude. Auf dem Schulgelände sind zudem eine Turnhalle und ein Lehrschwimmbecken, für das 2020 Mittel aus dem EU-Regionalfonds für eine Sanierung bewilligt wurden.

## Schulisches Angebot
Auf dem Heinrich-Heine-Gymnasium ist es möglich, in der fünften Klasse den „bilingualen Zweig“ zu wählen, bei dem ein besonderer Fokus auf den Erwerb von Fremdsprachen gelegt wird. Das Gymnasium wird durch Erasmus+ gefördert.